# Малахайд
Малахайд (англ. Malahide; ирл. Mullach Íde) — (переписной) посёлок в Ирландии, находится в графстве Фингал (провинция Ленстер).
В 1990 году поселение выигрывало Irish Tidy Towns Competition.

## Месторасположение
Посёлок Малахайд находится в 16 километрах к северу от Дублина, между посёлками Сордс, Портмарнок и Кинсили. Территория посёлка расположена в устье реки Бродмедоу напротив другого переписного посёлка Донабейт. Близ деревни находится одноимённый замок XII века.

## Демография
Население — 14 937 человек (по переписи 2006 года). В 2002 году население составляло 13 826 человек.
Данные переписи 2006 года:
| Общие демографические показатели |               |                               |                               |      |      |
| Всё население                    | Всё население | Изменения населения 2002—2006 | Изменения населения 2002—2006 | 2006 | 2006 |
| 2002                             | 2006          | чел.                          | %                             | муж. | жен. |
| 13 826                           | 14 937        | 1111                          | 8,0                           | 7398 | 7539 |

В нижеприводимых таблицах сумма всех ответов (столбец «сумма»), как правило, меньше общего населения населённого пункта (столбец «2006»).
| Религия (Тема 2 — 5 : Число людей по религиям, 2006) |             |                |             |            |        |        |
| Католики, чел.                                       | Католики, % | Другая религия | Без религии | не указано | сумма  | 2006   |
| 12 579                                               | 84,2        | 1327           | 839         | 192        | 14 937 | 14 937 |

| Этно-расовый состав (Этничность. Тема 2 — 3 : Постоянное население по этническому или культурному происхождению, 2006) |            |              |       |        |        |            |        |        |
| Белые ирландцы | Лухт-шулта | Другие белые | Негры | Азиаты | Другие | Не указано | сумма  | 2006   |
| 12 887 | 2          | 1093         | 52    | 230    | 172    | 164        | 14 600 | 14 937 |
| Доля от всех отвечавших на вопрос, %                                                                                   |            |              |       |        |        |            |        |        |
| 88,3 | 0,0        | 7,5          | 0,4   | 1,6    | 1,2    | 1,1        | 100    | 97,71  |

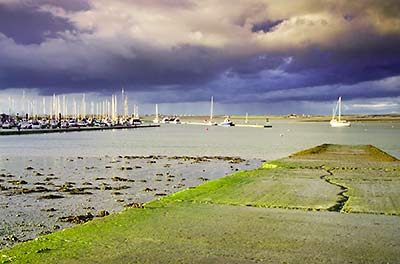
Причалы Малахайда

1 — доля отвечавших на вопрос о языке от всего населения.
| Владение ирландским языком (Тема 3 — 1 : Число людей от 3 лет и старше по способности говорить по-ирландски, 2006) |      |            |        |        |
| Владеете ли Вы ирландским языком?                                                                                  |      |            |        |        |
| Да | Нет  | Не указано | сумма  | 2006   |
| 6661 | 7424 | 228        | 14 313 | 14 937 |
| Доля от всех отвечавших на вопрос о языке, %                                                                       |      |            |        |        |
| 46,5 | 51,9 | 1,6        | 100    | 95,81  |

1 — доля отвечавших на вопрос о языке от всего населения.
| Использование ирландского языка (Тема 3 — 2 : Говорящие по-ирландски от 3 лет и старше по частоте использования ирландского языка, 2006) |                                                            |                                               |                                               |                                               |                                               |                                               |       |                                     |        |
| Как часто и где Вы говорите по-ирландски?                                                                                                |                                                            |                                               |                                               |                                               |                                               |                                               |       |                                     |        |
| ежедневно, только в образовательных учреждениях                                                                                          | ежедневно, как в образовательных учреждениях, так и вне их | в других местах (вне образовательной системы) | в других местах (вне образовательной системы) | в других местах (вне образовательной системы) | в других местах (вне образовательной системы) | в других местах (вне образовательной системы) | сумма | всего, отвечавших на вопрос о языке | 2006   |
| ежедневно, только в образовательных учреждениях                                                                                          | ежедневно, как в образовательных учреждениях, так и вне их | ежедневно                                     | каждую неделю                                 | реже                                          | никогда                                       | не указано                                    | сумма | всего, отвечавших на вопрос о языке | 2006   |
| 1966 | 66                                                         | 106                                           | 341                                           | 2288                                          | 1838                                          | 56                                            | 6661  | 14 313                              | 14 937 |
| Доля от всех отвечавших на вопрос о языке, %                                                                                             |                                                            |                                               |                                               |                                               |                                               |                                               |       |                                     |        |
| 13,7 | 0,5                                                        | 0,7                                           | 2,4                                           | 16,0                                          | 12,8                                          | 0,4                                           | 46,5  | 100                                 |        |

| Типы частных жилищ (Тема 6 — 1(a) : Число частных домовладений по типу размещения, 2006) |          |         |                 |            |       |        |
| Отдельный дом                                                                            | Квартира | Комната | Переносные дома | не указано | сумма | 2006   |
| 4280                                                                                     | 567      | 7       | 0               | 81         | 4935  | 14 937 |